# Deepika Padukone
Deepika Padukone, in kannada ದೀಪಿಕಾ ಪಡುಕೋಣೆ (Copenaghen, 5 gennaio 1986), è un'attrice e modella indiana.
È tra le star più famose di Bollywood e ha spesso recitato al fianco di Shah Rukh Khan.

## Biografia
Dopo un inizio nella moda, si è dedicata alla recitazione: ha iniziato a recitare in alcuni video musicali; il suo arrivo sul grande schermo è datato 2006, con la pellicola in kannada Aishwarya. L'anno dopo debutta a Bollywood, con il celebre film Om Shanti Om, nella parte della protagonista. Grazie a questa sua interpretazione si guadagna la nomination come miglior attrice protagonista ai Filmfare Awards e vince il Filmfare Award per la miglior attrice debuttante. Nel novembre del 2018 sposa il collega attore Ranveer Singh.

## Filmografia

### Cinema
- Aishwarya, regia di Indrajit Lankesh (2006)
- Om Shanti Om, regia di Farah Khan (2007)
- Bachna Ae Haseeno, regia di Siddharth Anand (2008)
- Chandni Chowk To China, regia di Nikhil Advani (2009)
- Billu, regia di Priyadarshan (2009)
- L'amore ieri e oggi (Love Aaj Kal), regia di Imtiaz Ali (2009)
- Main Aurr Mrs Khanna, regia di Prem Soni (2009) - non accreditato
- Karthik Calling Karthik, regia di Vijay Lalwani (2010)
- Housefull, regia di Sajid Khan (2010)
- Lafangey Parindey, regia di Pradeep Sarkar (2010)
- Break Ke Baad, regia di Danish Aslam (2010)
- Khelein Hum Jee Jaan Sey, regia di Ashutosh Gowariker (2010)
- Dum Maaro Dum, regia di Rohan Sippy (2011)
- Aarakshan, regia di Prakash Jha (2011)
- Desi Boyz, regia di Rohit Dhawan (2011)
- Cocktail, regia di Homi Adajania (2012)
- Race 2, regia di Abbas Alibhai Burmawalla e Mastan Alibhai Burmawalla (2013)
- Yeh Jawaani Hai Deewani, regia di Ayan Mukherjee (2013)
- Chennai Express, regia di Rohit Shetty (2013)
- Goliyon Ki Raasleela Ram-Leela, regia di Sanjay Leela Bhansali (2013)
- Kochadaiyaan, regia di Soundarya Rajinikanth Vishagan (2014)
- Finding Fanny, regia di Homi Adajania (2014)
- Happy New Year, regia di Farah Khan (2014)
- Piku, regia di Shoojit Sircar (2015)
- Tamasha, regia di Imtiaz Ali (2015)
- Bajirao Mastani, regia di Sanjay Leela Bhansali (2015)
- xXx - Il ritorno di Xander Cage (xXx: Return of Xander Cage), regia di D.J. Caruso (2017)
- Raabta, regia di Dinesh Vijan (2017)
- Padmaavat, regia di Sanjay Leela Bhansali (2018)[1][2]
- Chhapaak, regia di Meghna Gulzar (2020)
- 83, regia di Kabir Khan (2021)
- Gehraiyaan, regia di Shakun Batra (2022)
- Brahmāstra: Part One - Shiva, regia di Ayan Mukerji (2022) - non accreditato
- Cirkus, regia di Rohit Shetty (2022)
- Paṭhān, regia di Siddharth Anand (2023)
- Javān, regia di Atlee (2023)
- Fighter, regia di Siddharth Anand (2024)